# Adam Liquier
Adam Liquier (* in Beaumont/Picardie der Niederlande; † 1586 in Wolfenbüttel; auch Liquir, Lecuir) war ein deutscher Bildhauer, der in Braunschweig, Münden, Kassel und vor allem in Wolfenbüttel Werke schuf.

## Leben
Liquier wurde im damals niederländischen Beaumont in der Picardie geboren und gab seinem Namen hinundwieder den Geburtsort bei. Bekannt ist, dass Liquier 1565 eine Frau aus Münden heiratete. Er wohnte kurz in Braunschweig und konnte erst 1576 seine Frau aus Kassel nach Braunschweig holen. In Braunschweig übernahm er Arbeiten, die Paul Francke, der herzogliche Baumeister Braunschweigs, als vertragswidrig bezeichnete. Nach dem Tode seiner Frau im Jahre 1577 veranlasste Herzog Julius, dass sein ältester Sohn in die Riddagshauser Klosterschule ging. Er fand später in der Kanzlei des Herzogs Beschäftigung. Liquiers Tochter kam im Stift Steterburg unter. Ab 1570 versuchte Liquier sich in Wolfenbüttel niederzulassen und 1579 wird in einem Vertrag auf sein Bürgerrecht in Wolfenbüttel Bezug genommen. Der jüngere Sohn Samuel ist ab 1590 als Bildhauer in Wolfenbüttel belegt.

## Werk

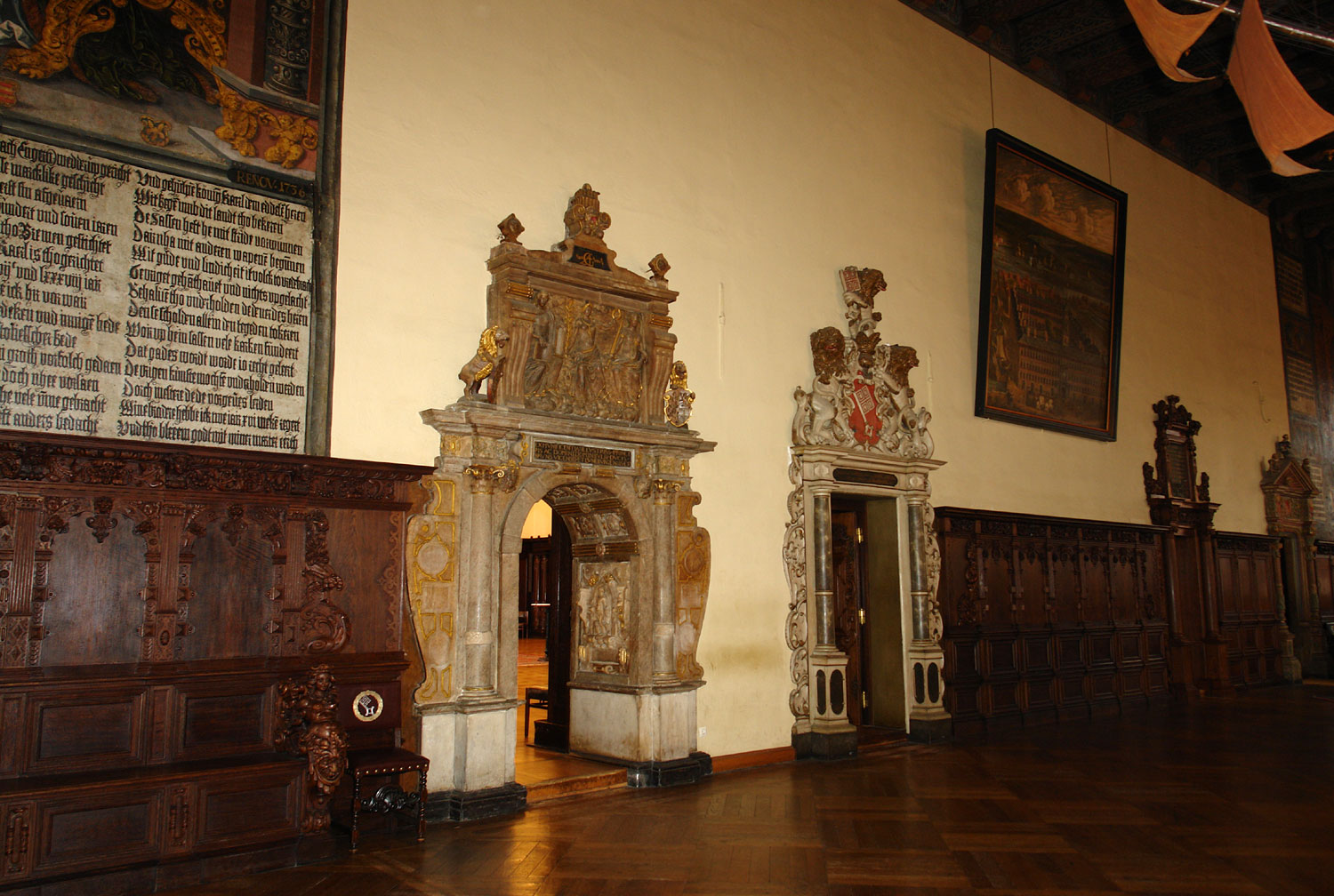
Prunkportal von Liquier

Er kam mit Elias Godefroy der Ältere vor 1560 auf den Hof in Kassel und schuf im Alten Schloss das Alabastergemach mit seinem Lehrmeister Godefroy, ferner das Grabmal von Philipp dem Großmütigen und nach dem Tod von Godefroy († 1568) vollendete er dieses Werk. Ab 1562 arbeitete er mit Godefroy am Schloss in Münden, wo er seine Frau kennenlernte.
Liquier führte in Braunschweig das Grabmal für Autor von Peine († 1566) und seiner Frau Rickel von Stropke († 10. September 1561) in der Martinikirche aus. 1572 bis 1576 arbeitete er für den Herzog Julius von Braunschweig am Innenausbau des Schlosses. Dies erzeugte den Unmut des Hessischen Landgrafen Wilhelm IV., für den er 1573 einen Zierbrunnen schuf. Herzog Julius vermittelte ihm mehrere Aufträge ab 1577, wie zum Beispiel im Wohnbereich des Wolfenbütteler Schloss und am Altar der Schlosskapelle. Beide Werke sind nicht erhalten. Er schuf eine Türumrahmung an der Bastion Phillipsberg, die ebenso nicht erhalten ist. Am Eingangsportal der Kollegiengebäuden der 1576 eröffneten Universität in Helmstedt, dem Juleum, gestaltete er die Portraitbüste des Herzogs von 1577. Die Epitaphfigur der Herzogin Sophie wird ihm in der Hauptkirche in Wolfenbüttel zugeschrieben, ferner das Grabmal des Erbmarschalls Barthold von Oldershusen († 1577) in der Marienkirche von Stendal. Im Bremer Rathaussaal ist ein Prunkportal aus den Jahren 1577/78 von ihm erhalten.
Liquier war nicht nur ein exzellenter Bildhauer, sondern auch ein Techniker. Von ihm ist ein Bauplan und Detailskizzen zum Bau eines Krans mit Tretrad, mit dem ihn Herzog zu Julius Braunschweig-Lüneburg, zur Effektivierung und Verbesserung der Wirtschaftlichkeit der heimischen Steinbrüche beauftragte, überliefert. Nach diesem Bauplan wurde ein Kran im Maßstab 1:1 im Jahre 1981 nachgebaut, der zwar keinen Flaschenzug und keine Sicherheitsvorrichtungen vorwies, jedoch einen Stein bis zu 1.800 Kilogramm Gewicht heben konnte.